# Galium latifolium
Galium latifolium är en måreväxtart som beskrevs av André Michaux. Galium latifolium ingår i släktet måror, och familjen måreväxter. Inga underarter finns listade i Catalogue of Life.